# Geron phallophorus
Geron phallophorus är en tvåvingeart som beskrevs av Mario Bezzi 1920. Geron phallophorus ingår i släktet Geron och familjen svävflugor. Inga underarter finns listade i Catalogue of Life.